# Basílica de Santa María de las Gracias (Milán)

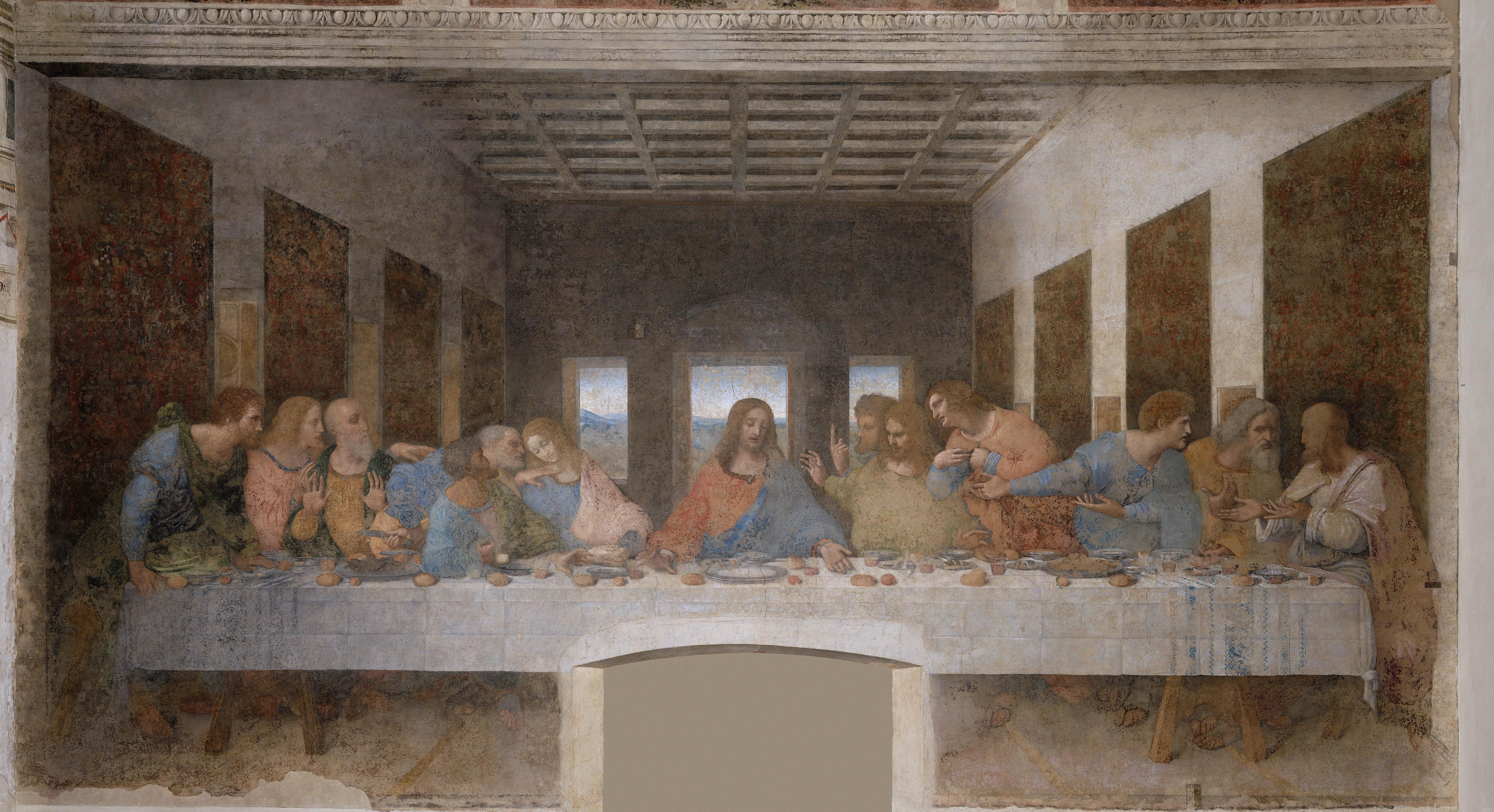
La Última cena, por Leonardo da Vinci.

Santa Maria delle Grazie (Santa María de las Gracias) es una iglesia y convento de la Orden de Predicadores en Milán, Italia. El refectorio del convento está decorado con la célebre pintura mural La última cena, obra maestra de Leonardo da Vinci.

## Historia
En 1463 el duque de Milán Francisco Sforza ordenó la construcción de un convento dominico y una iglesia en el lugar donde se encontraba una pequeña capilla dedicada a santa María de las Gracias.

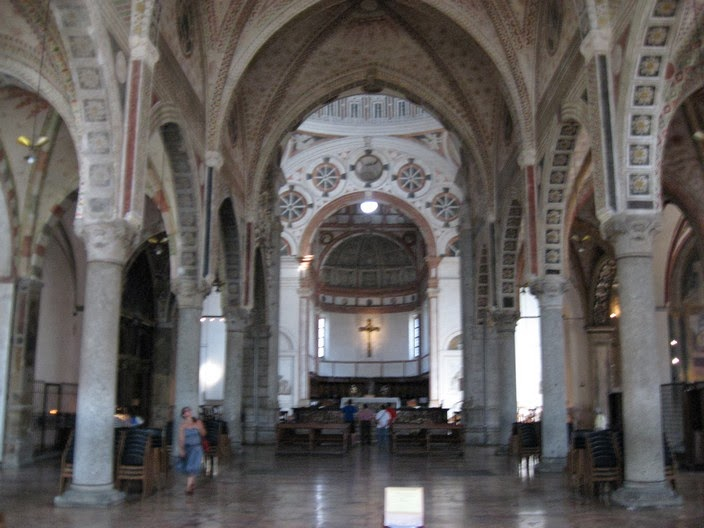
La iglesia Santa Maria delle Grazie vista interior.

Bajo la dirección del arquitecto Guiniforte Solari, el convento fue terminado en 1469, y la iglesia en 1482. Posteriormente, Ludovico Sforza decidió modificar el claustro y el ábside de la iglesia, haciéndole este encargo a Donatto Bramante; las obras terminaron en 1490. En 1497, Ludovico hizo enterrar a su esposa Beatriz de Este en la iglesia, que se convirtió en lugar de sepultura de los Sforza.
El tiburio (cúpula de base poligonal con techo en forma de pirámide, usada en el Renacimiento en Lombardía) ha sido atribuido a Bramante, aunque no existen pruebas de ello, salvo el hecho de que Bramante era en la época ingeniero ducal y su nombre aparece una vez en las actas de la iglesia, en la recepción de una partida de mármol en 1494. Hoy en día, de hecho, se atribuye la obra a Giovanni Antonio Amadeo. En todo caso, esta cúpula continuó en parte el estilo gótico de la nave del edificio, pero con influencias románicas y clásicas, y con una escala más monumental.
En el interior de la iglesia, en la parte más antigua de estilo gótico, destacan en una capilla de la derecha los bellos frescos con la Historia de la Pasión, de Gaudenzio Ferrari. En la misma capilla estuvo La coronación de espinas de Tiziano, hoy en el Museo del Louvre. Sobre la puerta que conduce a la sacristía hay un fresco de Bramantino; en la nave y algunas capillas trabajaron Bernardino Zenale y Bernardino Butinone. 
En el año 1494 el duque de Milán Ludovico Sforza encargó a Leonardo da Vinci la decoración del refectorio del convento con una representación de la última cena de Jesús y los apóstoles. El encargo fue minuciosamente preparado por el artista, quien además ideó una nueva técnica pictórica, diferente del tradicional buon fresco. Esta circunstancia y diversos sucesos históricos posteriores hicieron que la pintura, considerada una de las obras maestras del arte universal, sufriese una deficiente conservación. La noche del 15 de agosto de 1943, los bombardeos  de las potencias aliadas afectaron a la iglesia y al convento. El refectorio quedó arrasado, aunque algunos muros se salvaron, entre ellos el que contenía La última cena de Leonardo.
En 1980, el conjunto fue declarado Patrimonio de la Humanidad por la Unesco.
La iglesia conventual tiene la consideración de basílica menor desde el 22 de junio de 1993.